# Rangitoto Channel
Der Rangitoto Channel ist einer von mehreren Durchfahrten zwischen den Inseln des inneren Hauraki Gulfs nahe der Mündung des Waitematā Harbour östlich von Auckland in Neuseeland. Der Kanal erlangt seine Bedeutung vor allem dadurch, dass er die einzige Tiefwasserzufahrt zum Hafen Auckland ist, die von großen Containerschiffen und Kreuzfahrtschiffen befahren werden kann. Er wird auch von der Fähre zu Great Barrier Island genutzt.
Der Kanal liegt zwischen dem Vulkankegel von Rangitoto auf Rangitoto Island im Südosten und der Ostküste von North Shore City im Norden. Die Ostküste besitzt keine Ansiedlungen, an der Westküste liegen die East Coast Bays genannten Vororte von North Shore. Am Südende des Kanals liegt das Schutzgebiet Hauraki Gulf Marine Park.